# Jerry Reynolds (cestista)
Jerry Reynolds (Brooklyn, 23 dicembre 1962) è un ex cestista e allenatore di pallacanestro statunitense, professionista nella NBA.

## Carriera
È stato selezionato dai Milwaukee Bucks al primo giro del Draft NBA 1985 (22ª scelta assoluta).

## Palmarès
- All-USBL First Team (1995)
- Miglior marcatore USBL (1995)